# Aressa
Die Aressa (belarussisch Арэса, Раса; russisch Оресса, Ареса, Раса) ist ein rechter Nebenfluss des Pzitsch in Belarus.
Die Aressa entspringt im nördlichen Teil von Polesien in der Woblasz Minsk.
Sie fließt anfangs in südlicher Richtung. Nördlich des Rajon-Verwaltungszentrums Ljuban, eine Stadt mit über 10.000 Einwohnern, wird der Fluss zum Ljubaner Stausee aufgestaut. Nach Passieren von Ljuban fließt die Aressa noch ein Stück weiter nach Süden, wendet sich dann aber nach Osten. Sie erreicht die Woblasz Homel und trifft schließlich auf den nach Süden strömenden Pzitsch, ein linker Nebenfluss des Prypjat.
Die Aressa hat eine Länge von 151 km. Sie entwässert ein Areal von 3580 km².
Die Aressa wird in starkem Maße von der Schneeschmelze gespeist.
Der mittlere Abfluss 12 km oberhalb der Mündung beträgt 15,9 m³/s.
Zwischen November und Februar gefriert der Fluss.
Im März / in der ersten Aprilhälfte wird die Aressa wieder eisfrei.  
Zumindest in der Vergangenheit wurde die Aressa zum Flößen genutzt.